# Haven OnDemand
HPE Haven OnDemand — це набір API для роботи з неструктурованими даними, що надається компанією Hewlett Packard Enterprise. Може виконувати такі задачі як наприклад розпізнавання облич, OCR, класифікація документів і т. ін.
Існує набір бібліотек для написання клієнтів для цього API на різних платформах і різними мовами програмування.

## Зноски
1. ↑  Архівована копія. Архів оригіналу за 2 грудня 2016. Процитовано 12 липня 2017.{{cite web}}:  Обслуговування CS1: Сторінки з текстом «archived copy» як значення параметру title (посилання) [Архівовано 2016-12-02 у Wayback Machine.]
2. ↑  https://github.com/HPE-Haven-OnDemand